# Estación de Lavapiés

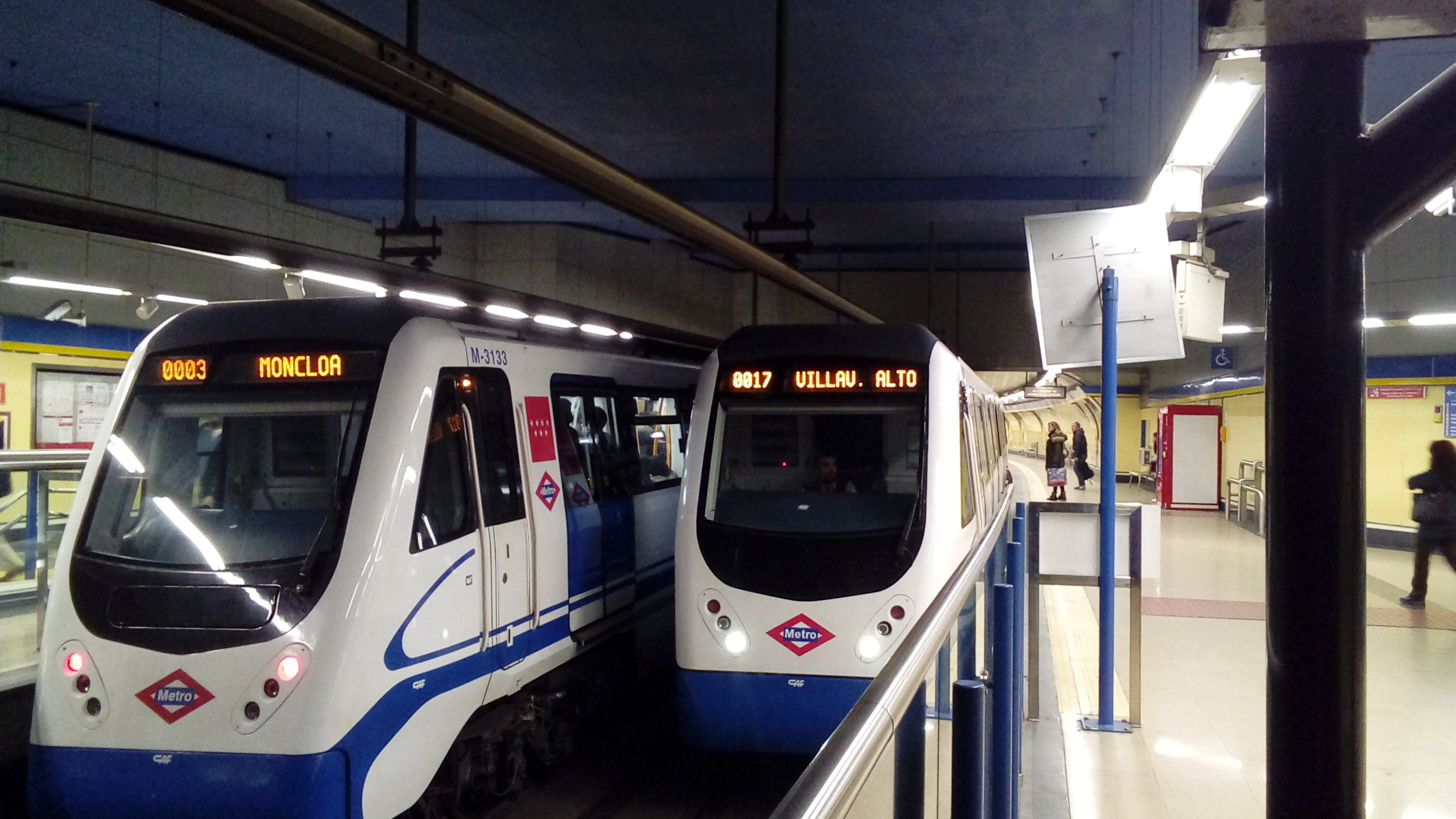
Dos trenes de la serie 3000 en la estación de Lavapiés.

Lavapiés es una estación de la línea 3 del Metro de Madrid ubicada bajo la plaza del mismo nombre, en el barrio de Embajadores.

## Historia
La estación fue inaugurada el 9 de agosto de 1936 con el primer tramo de la línea 3 entre Sol y Embajadores.
El acceso a la estación de Lavapiés se rediseñó en la remodelación integral de la misma forma que en Ventura Rodríguez, pero dado que Lavapiés se encuentra bastante más cerca de la superficie ha sido imposible realizar un vestíbulo a distinto nivel, por lo que se hizo junto al andén 2, cambiando al andén 1 por un paso inferior.

## Accesos
Vestíbulo Argumosa
- Argumosa C/ Argumosa, 1
- Ascensor C/ Argumosa, 3

## Líneas y conexiones

### Metro
| << cabecera | < estación  | línea | estación > | cabecera >> |
| ----------- | ----------- | ----- | ---------- | ----------- |
| El Casar    | Embajadores |       | Sol        | Moncloa     |

### Autobuses
| Diurnos |             |               |
| Línea   | Destino     | Parada        |
| M1      | Embajadores | 4045 LAVAPIÉS |